# Ta Baen (gmina)
Ta Baen (khm. ឃុំតាបែន) – gmina (khum) w północno-zachodniej Kambodży, w zachodniej części prowincji Bântéay Méanchey, w dystrykcie Svay Chék. Stanowi jedną z 8 gmin dystryktu.

## Miejscowości
Na obszarze gminy położonych jest 5 miejscowości:
- Kouk Ta Aek
- Ou Veaeng
- Ta Baen
- Kouk Roka
- Ou Veaeng Tboung